# Боскато (Венеција)
Боскато (итал. Boscatto) је насеље у Италији у округу Венеција, региону Венето.
Према процени из 2011. у насељу је живело 37 становника. Насеље се налази на надморској висини од 8 м.